# مزامير توما
مزامير توما هي مجموعة من المزامير المسيحية اليهودية ترجع للقرن الثاني الميلادي وُجدت في آخر كتاب مزامير مانوي مكتوب باللغة القبطية، الذي كان بدوره جزء من نصوص ماضي القبطية المكتشفة سنة 1928م، ونشرها تشارلز آلبيري سنة 1938م. محتوى ومواضيع المزامير يتشابه مع محتوى ترنيمة اللؤلؤ التي هي جزء من سفر أعمال توما. وفي سنة 1949م، افترض تورغني سيف-سودربرغ أن هذه المزامير اعتمدت على نصوص مندائية قانونية (على الرغم من ذكر يسوع إيجابيًا في اثنين منها)، وإن كان بحثه في المزامير بيّن أن المندائية ليست مقتبسة من المانوية، كما كان معتقدًا سابقًا.
ومع ذلك، لا يزال هناك جدل كبير حول ما إذا كان توما المشار إليه توما الرسول أن توما تلميذ ماني أم المقصود بمفهوم التوأم الإلهي الغنوصي.

## وصلات خارجية
- Text